# 武州城遗址
武州城遗址，位于山西省忻州市五寨县小河头镇大武州村西，是中华人民共和国山西省文物保护单位之一。
2004年6月10日，授予山西省文物保护单位，是一座古遗址。